# Headphones On
Headphones On is de vierde single van Miranda Cosgrove. Het nummer staat op het album iCarly: Music from and Inspired by the Hit TV Show. Het nummer werd in 2008 opgenomen. Het lag in de bedoeling dit nummer te gebruiken voor het computerspel Rock Band en gratis ter beschikking te stellen voor download. Er werd bewust geen clip gemaakt voor deze single.